# Soliva (Espagne)
Soliva (orthographe castillane et catalane ; en aragonais Soliba) est un village de la province de Huesca, situé à environ deux kilomètres au sud du village d'Arén (il est rattaché à la commune du même nom) à 800 mètres d'altitude, dans la vallée de la Noguera Ribagorzana. Le village est aujourd'hui inhabité.
L'église du village, construite au XIIe siècle et remaniée par la suite, est dédiée à Notre-Dame du Bon Secours (Nuestra Señora de Los Remedios).